# فران استنسون
فران استنسون (انگلیسی: Fran Stenson؛ زادهٔ ۲۷ آوریل ۲۰۰۱) بازیکن فوتبال اهل بریتانیا است.
از باشگاه‌هایی که در آن بازی کرده‌است می‌توان به باشگاه فوتبال زنان منچستر سیتی، تیم فوتبال زنان آرسنال، و باشگاه فوتبال بیرمنگام سیتی اشاره کرد.
وی همچنین در تیم ملی فوتبال England U17 بازی کرده‌است.